# Pont-Neuf (métro de Paris)
Pour les articles homonymes, voir Pont Neuf (homonymie).
Pont-Neuf est une station de la ligne 7 du métro de Paris, située dans le 1er arrondissement de Paris.

## Situation
La station est implantée sous l'amorce du quai du Louvre, sur la rive droite de la Seine, au niveau du pont Neuf. Approximativement orientée selon un axe est/ouest, elle s'intercale entre les stations Palais-Royal - Musée du Louvre et Châtelet.

## Histoire
La station est ouverte le 16 avril 1926 avec la mise en service du prolongement de la ligne 7 depuis Palais-Royal (aujourd'hui Palais-Royal - Musée du Louvre) jusqu'à Pont Marie.
Elle doit sa dénomination au pont Neuf, au nord duquel elle est établie et qui, malgré son nom, est le plus ancien pont existant de Paris. Construit à la fin du XVIe siècle et achevé au début du XVIIe siècle, il s'agissait alors d'un pont révolutionnaire, d'où son nom, étant le premier dénué d'habitations et muni de trottoirs protégeant les piétons de la boue et du passage des chevaux.
La station porte comme sous-titre La Monnaie, du fait de sa proximité immédiate avec la rue de la Monnaie, où se trouvait l'hôtel de la Monnaie avant sa reconstruction en 1776 sur la rive gauche de la Seine au 11, quai de Conti. L'édifice actuel, qui a donné son nom au quartier de la Monnaie (6e arrondissement), héberge la Monnaie de Paris ainsi que le musée de la Monnaie (renommé Le Musée du 11 Conti depuis sa réouverture en 2017).
La station est avec Ledru-Rollin sur la ligne 8 et Voltaire sur la ligne 9 l'un des trois points d'arrêt choisis en tant que prototypes du style décoratif « Andreu-Motte », lequel y est testé en 1974. Elle est le modèle de celles de couleur orangée.

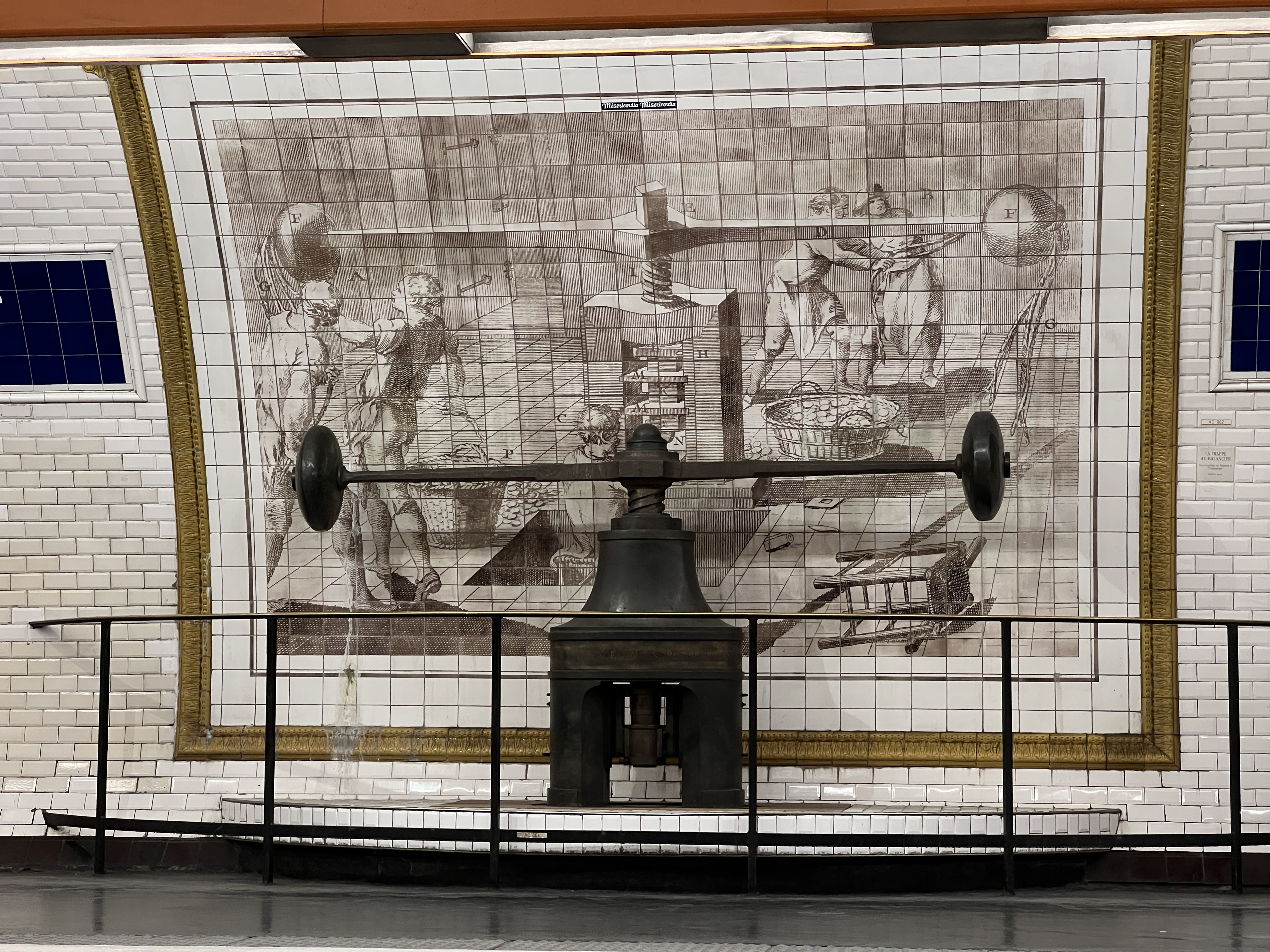
Balancier servant à la presse des monnaies.

Le 11 décembre 1989, un nouvel aménagement de la station est inauguré. Elle avait reçu des agrandissements des monnaies en relief sur la voûte de la station ; en outre, un balancier servant à la presse des monnaies est installé sur un quai. La Monnaie de Paris a émis un jeton commémoratif à cette occasion.
Dans le cadre du programme « Renouveau du métro » de la RATP, ses couloirs ont été rénovés le 18 août 2004. 
Depuis 2005 et la fermeture du grand magasin La Samaritaine pour de longs travaux de rénovation/reconstruction, la fréquentation de la station de métro a baissé, passant de 1,68 million d'entrées, avant la fermeture (de septembre 2004 à juin 2005), à 1,32 million d'entrées, après celle-ci (de septembre 2005 à juin 2006). 
En 2019, selon les estimations de la RATP, 1 546 517 voyageurs sont entrés dans cette station ce qui la place à la 276e position des stations de métro pour sa fréquentation sur 302,.
En 2020, avec la crise du Covid-19, 605 030 voyageurs sont entrés dans cette station, ce qui la place à la 283e position sur 304 des stations de métro pour sa fréquentation,.
En 2021, la fréquentation remonte progressivement, avec 1 188 930 voyageurs qui sont entrés dans cette station ce qui la place à la 263e position des stations de métro pour sa fréquentation sur 304,.

## Services aux voyageurs

### Accès
La station dispose de trois accès, chacun constitué d'un d'escalier fixe doté d'une balustrade de type Dervaux :
- l'accès 1 « Rue de la Monnaie », orné d'un candélabre Dervaux, débouchant sur le quai du Louvre à l'angle avec la rue de la Monnaie, au droit du grand magasin La Samaritaine ;
- l'accès 2 « Quai du Louvre » se situant en face du précédent sur ledit quai, côté Seine à l'angle avec le pont Neuf ;
- l'accès 3 « Pont Neuf », également agrémenté d'un mât Dervaux, se trouvant au même angle à proximité immédiate de l'entrée 2.

Accès à la station
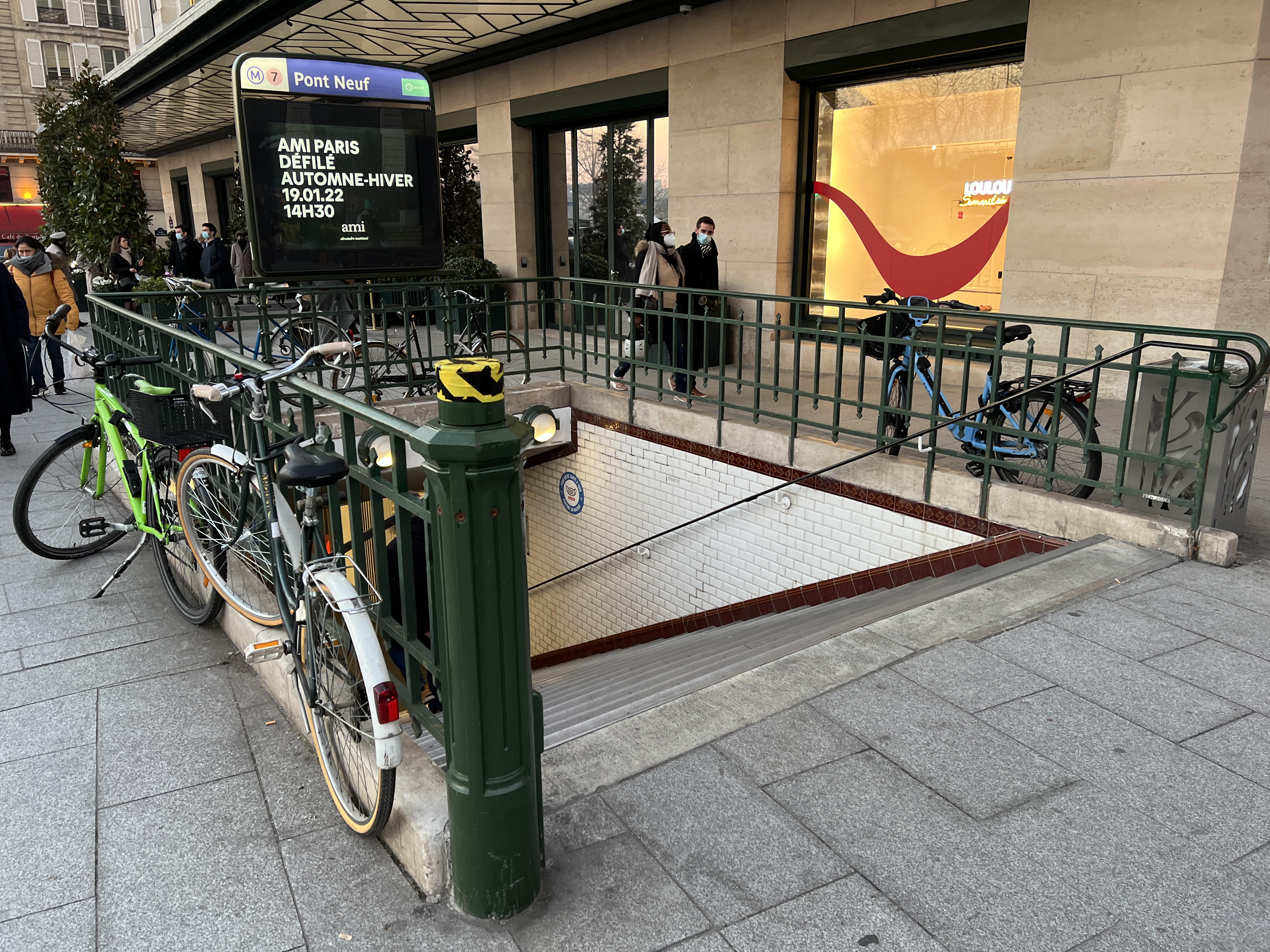
L'accès no 1 « Rue de la Monnaie ».
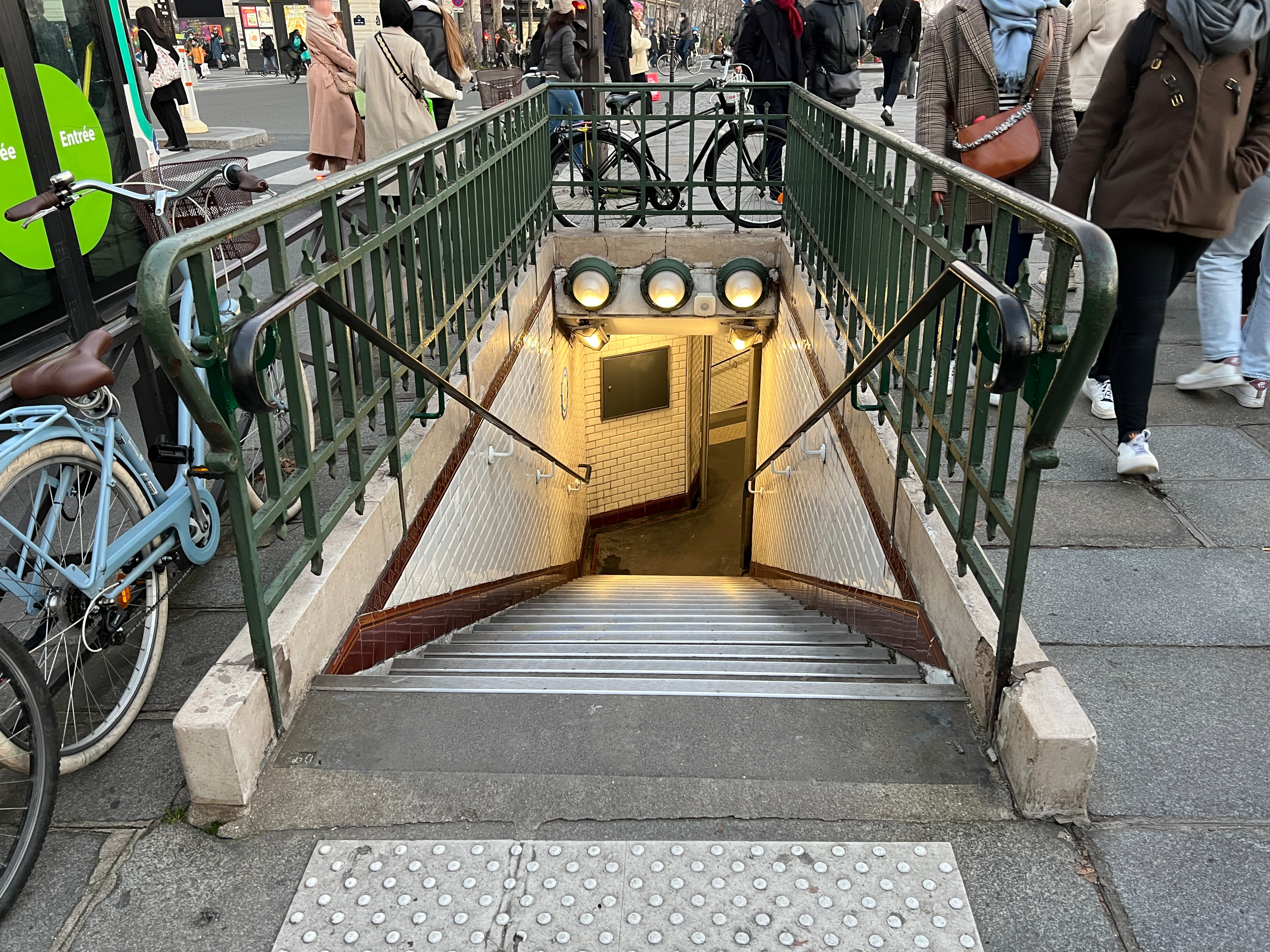
L'accès no 2 « Quai du Louvre ».
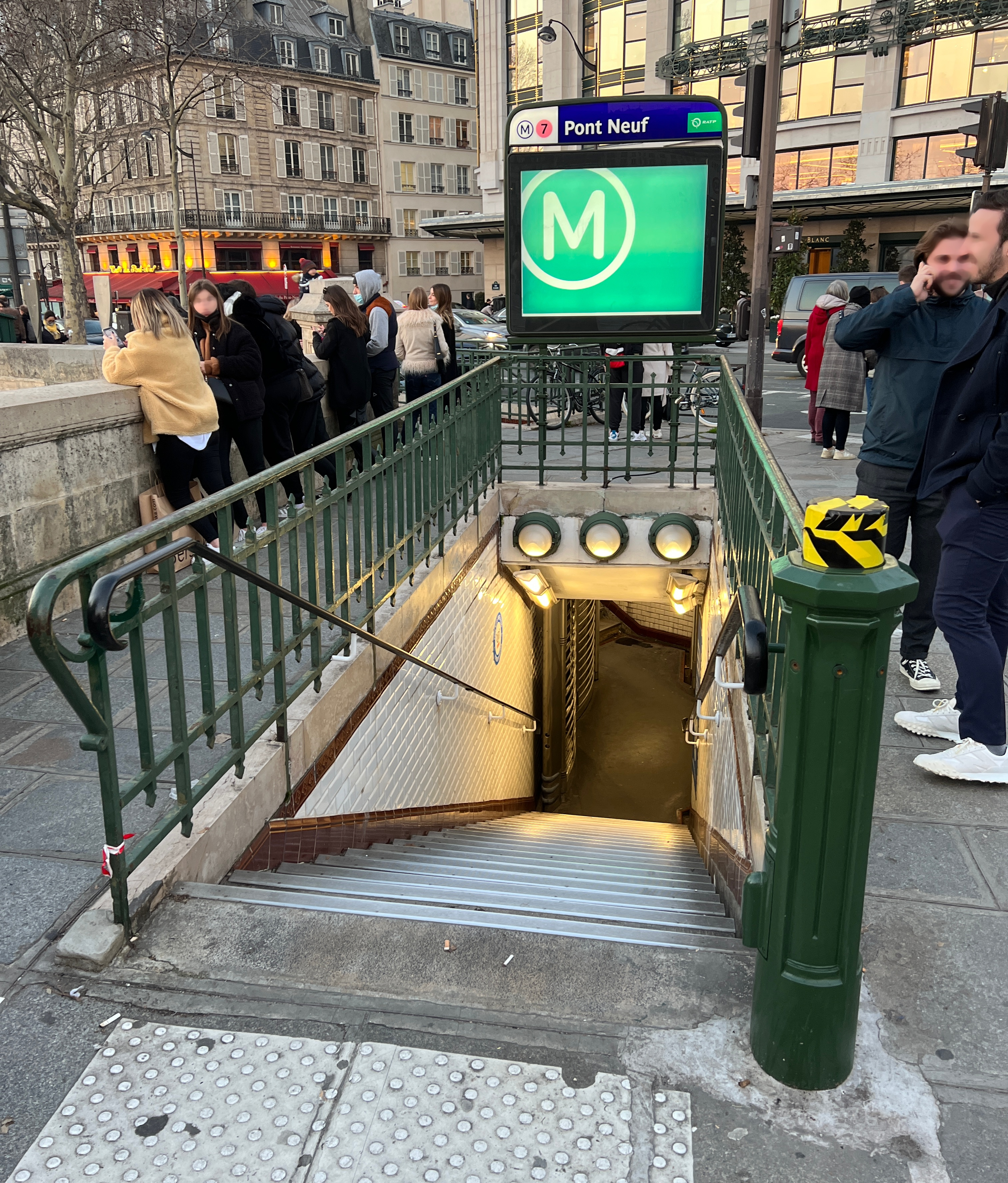
L'accès no 3 « Pont Neuf ».

### Quais

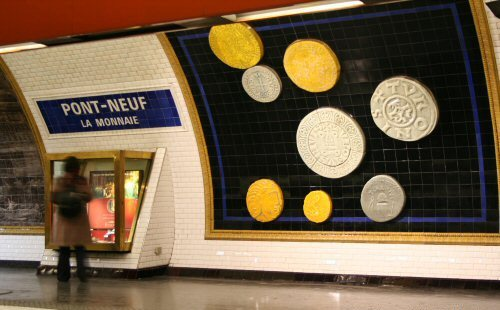
Vitrine exposant des pièces (à gauche).

Pont-Neuf est une station de configuration standard : elle possède deux quais séparés par les voies du métro et la voûte est elliptique. La décoration est de style « Andreu-Motte » avec deux rampes lumineuses de couleur orange, des banquettes et tympans traités en carrelage orange plat ainsi que des sièges « Motte » de même teinte. Les carreaux en céramique blancs biseautés recouvrent les piédroits, la voûte et les débouchés des couloirs, à l'extrémité orientale. Les cadres publicitaires sont en faïence de couleur miel et le nom de la station est également en faïence dans le style de la CMP d'origine.

Cette décoration est complétée d'un aménagement culturel sur le thème de la Monnaie de Paris. Au centre des quais sont présentées des reproductions de différentes pièces de monnaie de dimensions importantes. Ces représentations débutent d'un côté du quai et rejoignent l'autre en passant par la voûte. Les quais comportent par ailleurs un ancien balancier monétaire ainsi que deux vitrines exposant des pièces réelles.

### Intermodalité
La station est desservie par les lignes 21, 27, 58, 67, 69, 70, 72, 74 et 85 du réseau de bus RATP et, la nuit, par les lignes N11, N15, N16 et N24 du réseau Noctilien.

## À proximité
- Pont Neuf
- La Samaritaine
- Église Saint-Germain-l'Auxerrois
- Mairie du 1er arrondissement
- Palais du Louvre
- Palais de la Cité
- Place Dauphine